# Jennifer S. Wong
Jennifer S. „Jenny” Wong (ur. 1 czerwca 1981) – amerykańska zapaśniczka. Brązowa medalistka mistrzostw świata w 2003. Dwa medale na mistrzostwach panamerykańskich, w tym srebro w 2006. Druga w Pucharze Świata w 2003.
Zawodniczka Des Moines University z Des Moines w Iowa.